# Пловдив
Пло́вдив (болг. Пло́вдив), в прошлом Филиппо́поль (греч. Φιλιππούπολη) или Филибе́ (тур. Filibe) — второй по величине город Болгарии, административный центр Пловдивской области. Расположен в южной части страны. Железнодорожный узел, узел шоссейных дорог (автомагистраль в Софию).

## География

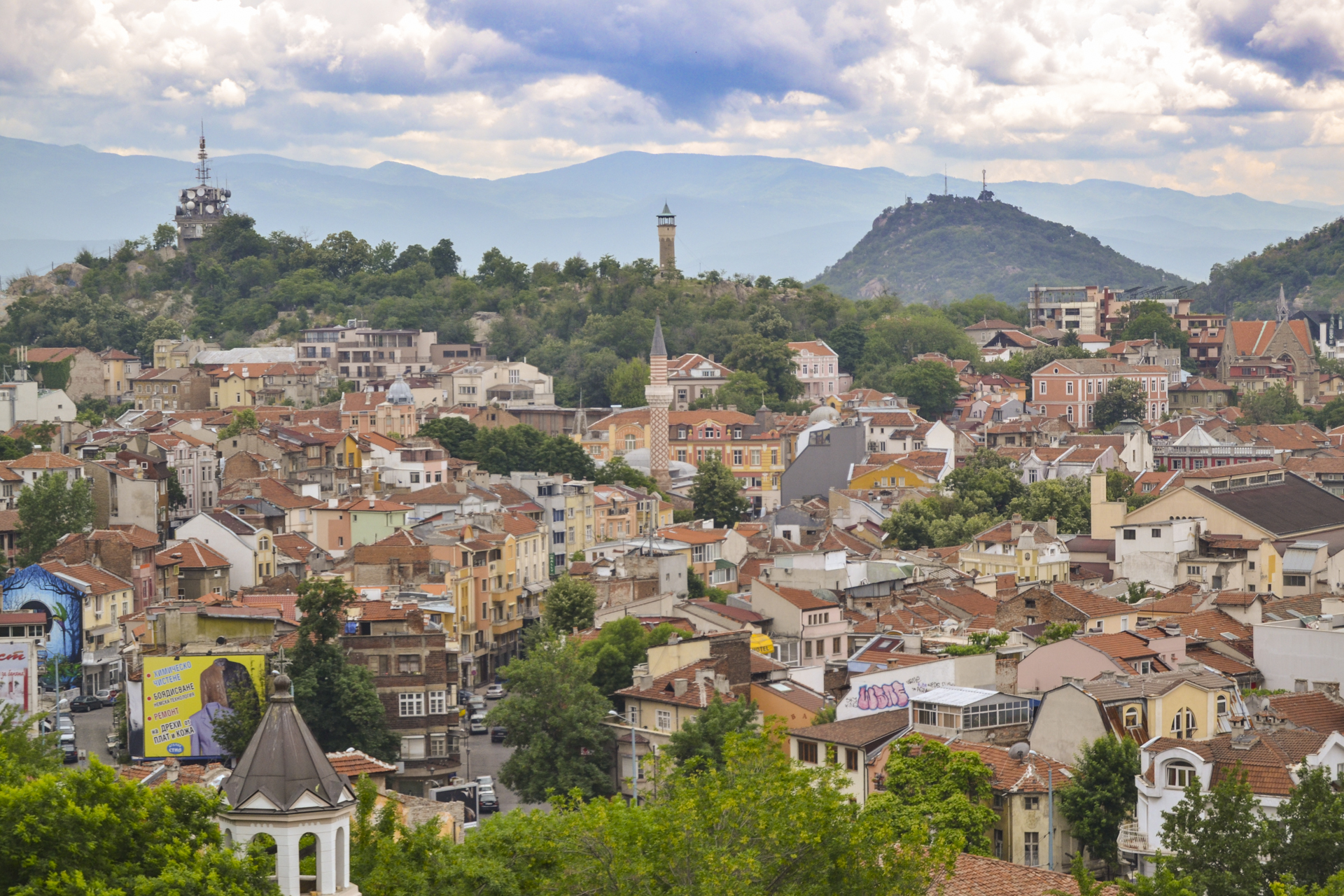
Панорама Пловдива

Пловдив расположен в центральной части плодородной Верхнефракийской низменности, примерно в 150 км к юго-востоку от столицы Болгарии Софии, на реке Марица (в античности Гебр), естественно разделяющей город на две части. Северная часть известна как северный город, или Киршияка.
Древнегреческий писатель Лукиан Самосатский превозносил природную красоту Пловдива, расположенного на трёх холмах (Тримонциум) у подножия горного массива Родопы. На самом же деле город был расположен на семи холмах, один из них Марково-Тепе (Марков холм) был уничтожен сто лет назад, когда город разрастался (камень, добываемый из этого холма, использовался для городского строительства).
Три холма сегодня видны ясно: Бунарджик («холм с источником», сегодня официально называется «холм освободителя», по установленной на его вершине статуе советского солдата, более известной как «Алёша»), Джендем-Тепе (адский холм) и Сахат-Тепе. Сахат-Тепе получил своё название потому, что на нём стояла часовая башня. Пловдив включает в себя и другие три холма: Джамб-Тепе («холм канатоходцев»), Тиксим-Тепе (водораздельный холм) и Небет-Тепе («холм-страж»).

## Климат
| Показатель                    | Янв. | Фев. | Март | Апр. | Май  | Июнь | Июль | Авг. | Сен. | Окт. | Нояб. | Дек. | Год   |
| ----------------------------- | ---- | ---- | ---- | ---- | ---- | ---- | ---- | ---- | ---- | ---- | ----- | ---- | ----- |
| Средний суточный максимум, °C | 6    | 8    | 14   | 19   | 25   | 29   | 32   | 32   | 26   | 20   | 14    | 6    | 19,3  |
| Средний суточный минимум, °C  | −3   | −2   | 2    | 6    | 12   | 15   | 18   | 17   | 13   | 8    | 3     | −2   | 7,2   |
| Норма осадков, мм             | 30,2 | 39,1 | 58,4 | 52,1 | 71,1 | 47,2 | 37,3 | 34,8 | 17,8 | 32,3 | 52,1  | 51,8 | 524,2 |
| Источник: MSN Weather         |      |      |      |      |      |      |      |      |      |      |       |      |       |

## История
Первые поселения в границах современного Пловдива относятся к эпохе неолита и датированы около 6 тыс. лет до н. э.

### Античная эпоха

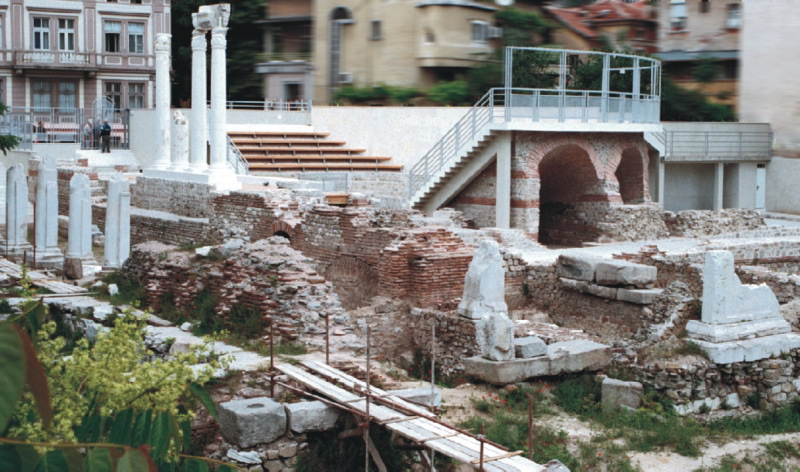
Римский одеон.

По заверениям Денниса Родуэлла, Пловдив — один из старейших городов Европы.
Около 1200 г. до н. э. здесь находилось фракийское поселение (согласно римскому историку Аммиану Марцеллину, имевшее название Эвмолпия или Эвмолпиада).
В 342 году до н. э. город был завоёван Филиппом II Македонским, который назвал его Филиппополем в свою честь (греч. Φιλιππόπολις), во фракийском произношении Пулпудева. В этот период город носил и ещё одно имя — Одрис (это название можно встретить на древних бронзовых монетах).
В 72 до н. э. Пловдив захватили легионы римского полководца Марка Теренция Варрона Лукулла.
В 45 н. э., город вошёл в состав Римской империи (где стал центром провинции Фракия) и получил название Тримонтий («Город трёх холмов»). В это время город был важным опорным пунктом римлян (через него проходила важная стратегическая дорога Via Militaris, связывающая Балканы с внешним миром) и развивался: об этом свидетельствуют многочисленные руины римских построек, сохранившиеся до наших дней, а именно: ипподром, акведук, термы и театр.
Около 250 года город пострадал от нападений готов, в 395 году вошёл в состав Византийской империи, а в 444—447 гг. был опустошён гуннами.

### Средневековье
При императоре Юстиниане I город был восстановлен и дополнительно укреплён. С VIII века среди жителей города увеличивается численность павликиан и в дальнейшем город стал одним из центров богомильства.
В 812 году город взяли войска болгарского хана Крума, в 836 году город был включён в состав Первого Болгарского царства и получил имя Пылдин. С IX века город стал центром Болгарской епархии.
В XI веке город впервые упоминается под названием Пловдив.
В конце 969 года (согласно другим источникам, в начале 970 года) город был взят войсками киевского князя Святослава, а в дальнейшем вошёл в состав Византии.
Около 1090 года город пострадал от набега печенегов.
Во время третьего крестового похода (1189—1192) Пловдив был разрушен, около 1198 года — восстановлен и в 1204 году — вновь захвачен крестоносцами (став центром герцогства лат. Ducatum de Finepople).
В конце 1220-х годов Пловдив был возвращён под власть болгарских царей Иваном Асенем II, в 1240-е годы — отошёл Никейской империи, но в 1344 году — вновь присоединён к Болгарии.
В 1364 году город был захвачен османами и до 1382 года оставался административным центром вилайета Румелия. В это время город утратил своё значение как крепости, а в 1410 году городские укрепления были снесены.

### Новое время

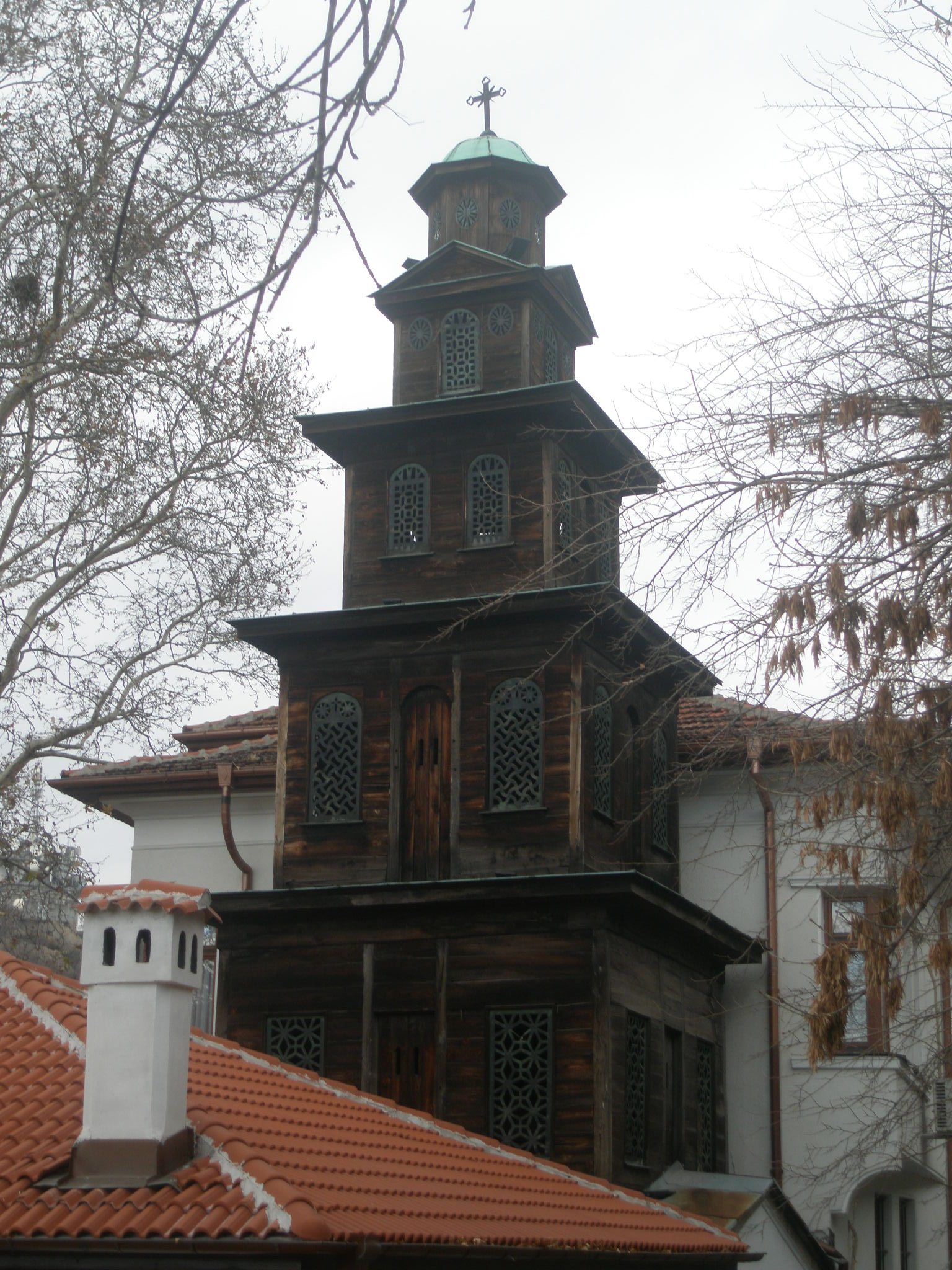
Деревянная колокольня церкви св. Марины (XIX век)

Под властью турок город (получивший название Филибе) развивается как торговый центр. В 1818 году город был почти полностью разрушен мощным землетрясением, но позднее отстроен, в 1846 — пострадал от большого пожара.
Постепенно Пловдив становится центром болгарского возрождения. 11 (23) мая 1851 года в Пловдиве впервые отпраздновали день Кирилла и Мефодия, в 1861 году в городе была открыта первая в Болгарии гимназия. Пловдив становится центром болгарского национально-освободительного движения, в 1869 году Василом Левским в Пловдиве был создан революционный комитет. Жители города участвовали в Апрельском восстании 1876 года, подавленном турецкими властями.
В ходе русско-турецкой войны 1877—1878 годов 2—7 января 1878 года близ города состоялось одно из завершающих сражений. Город был освобождён Западным отрядом русской армии под командованием И. В. Гурко. В дальнейшем, в соответствии с условиями Берлинского трактата, в 1878 году город стал столицей полунезависимой Восточной Румелии, которая объединилась с княжеством Болгария в сентябре 1885 года.
В 1882 году в Пловдиве был открыт первый в Болгарии профессиональный театр. Летом 1892 года здесь прошла первая Пловдивская международная ярмарка (с 1933 года ставшая ежегодной). С начала XX века в Пловдиве развиваются пищевкусовая и текстильная промышленность.
После окончания первой мировой войны здесь был построен цирк (второй в стране, после столичного цирка в Софии). 14 апреля 1928 года Пловдив серьёзно пострадал от землетрясения, восстановление города затянулось в связи с началом всемирного экономического кризиса. В 1932 году был открыт аэродром.
После начала Второй мировой войны Пловдив являлся одним из центров движения в поддержку союза Болгарии и СССР, с осени 1940 до лета 1941 года в городе проходили мероприятия в поддержку Соболевской акции, симпатии к СССР были отмечены и в последующее время (в 1941—1944 гг. Пловдивский военно-полевой суд рассмотрел 83 дела «о пропаганде в пользу СССР»). 1 марта 1941 года Болгария присоединилась к пакту «Рим — Берлин — Токио» и вошла в число стран «оси». В дальнейшем, в Пловдив прибыли немецкие войска, город стал главной базой люфтваффе в Болгарии. В начале июля 1941 года по всей стране была проведена облава, в результате которой коммунистические организации были в основном разгромлены, но полностью движение Сопротивления в городе уничтожено не было — действовавшая в Пловдиве боевая группа БКП осуществила поджоги на работавших на немцев фабриках «Бычва» и «Картел» (в результате которых была повреждена часть выпущенной для немцев продукции), сожгла кожевенный склад со снаряжением для немецкой армии, совершила нападения на немецкое бюро пропаганды и на оружейный склад. 22 мая 1942 года в Пловдиве начала работу советская разведывательная группа, которую возглавляли болгарские политэмигранты Г. Стойнов и С. Анчева. Группа была обнаружена немецким центром радиоперехвата и в конце февраля 1943 года, после провала подпольной ячейки в Варне — разгромлена в результате операции немецких спецслужб и болгарской полиции.
В 1948—1949 гг. здесь был построен архитектурный ансамбль Международной ярмарки, в 1949 году — введён в эксплуатацию Пловдивский завод электроаппаратуры, в 1950 году — Автомобильный завод «Васил Коларов» (с 1965 года — завод автопогрузчиков). В сентябре 1952 года при содействии ГДР в Пловдиве было начато строительство текстильного комбината «Марица», который был введён в эксплуатацию в январе 1954 года. В 1953 году в городе был открыт оперный театр, в 1954 году — летний театр и спортивный стадион, в 1954—1956 годы было открыто троллейбусное сообщение.

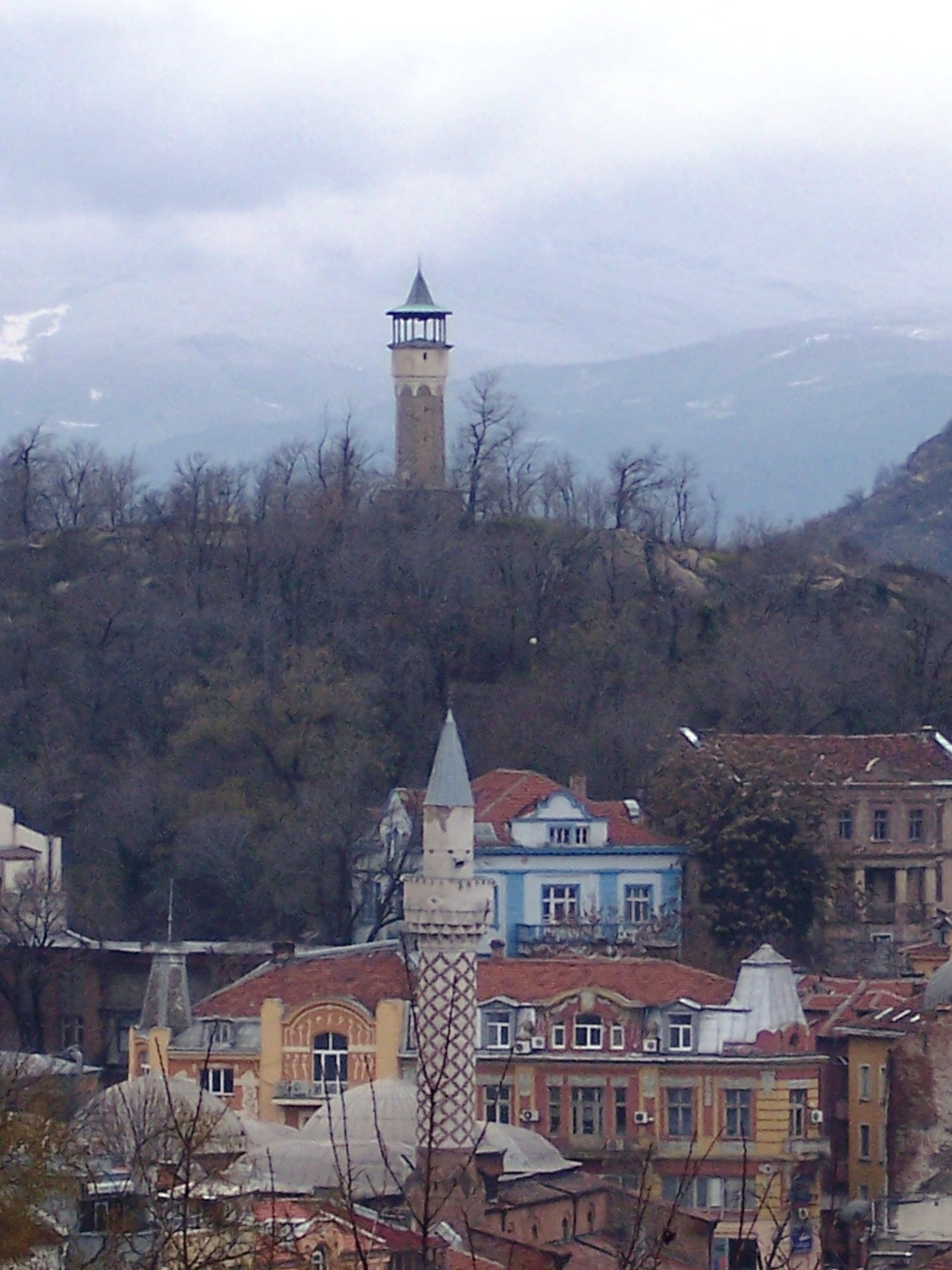
Часовая башня на Сахат-Тепе

Весной 1953 года начались забастовки табачников под экономическими требованиями, переросшие в массовое выступление против коммунистического правительства НРБ. Протесты были подавлены вооружённой силой.
В 1956 году историческая часть города (на правом берегу реки Марица) получила статус государственного архитектурно-исторического заповедника. Во второй половине XX века в городе начинается развитие машиностроения и химической промышленности.
В 1961 году здесь был открыт стадион «Христо Ботев», в 1962 — Дворец бракосочетаний, в 1967 — отель «Марица», в 1979 году построен жилой комплекс «Фракия» (архитектор М. Сапунджиева), в 1982 — стадион «Локомотив», в 1985 году — торговый центр «Евмолпия».

## Население
Пловдив — второй по числу постоянных жителей болгарский город. Наличное население города составляет порядка 450 тыс. человек в рабочий день. Вместе с Софией и Варной входит в тройку крупнейших болгарских городов, чьё население фактически превышает 400 000 жителей.
| Год  | Население     |
| ---- | ------------- |
| 1898 | около 50 тыс. |
| 1973 | 260 тыс.      |
| 1985 | 342,1 тыс.    |
| 1998 | 345 200       |
| 2000 | 344 976       |
| 2005 | 341 464       |
| 2014 | 368,9 тыс.    |

## Кмет общины Пловдив
Кмет общины Пловдив — Костадин Димитров (с 8 ноября 2023 года).

## Экономика
Пловдив — второй после Софии промышленный центр страны. Важный центр сельскохозяйственного района Верхнефракийской низменности. Пищевкусовая, лёгкая промышленность (хлопчатобумажная, шёлковая и швейная), машиностроение, химическая промышленность, цветная металлургия, а также единственная в стране фабрика по производству папиросной бумаги и сигаретных фильтров. С начала 1990-х годов часть промышленных предприятий находится в собственности иностранных владельцев.
Расположенный в Пловдиве авиаремонтный завод входит в перечень 11 стратегических предприятий военно-промышленного комплекса страны.

## Транспорт

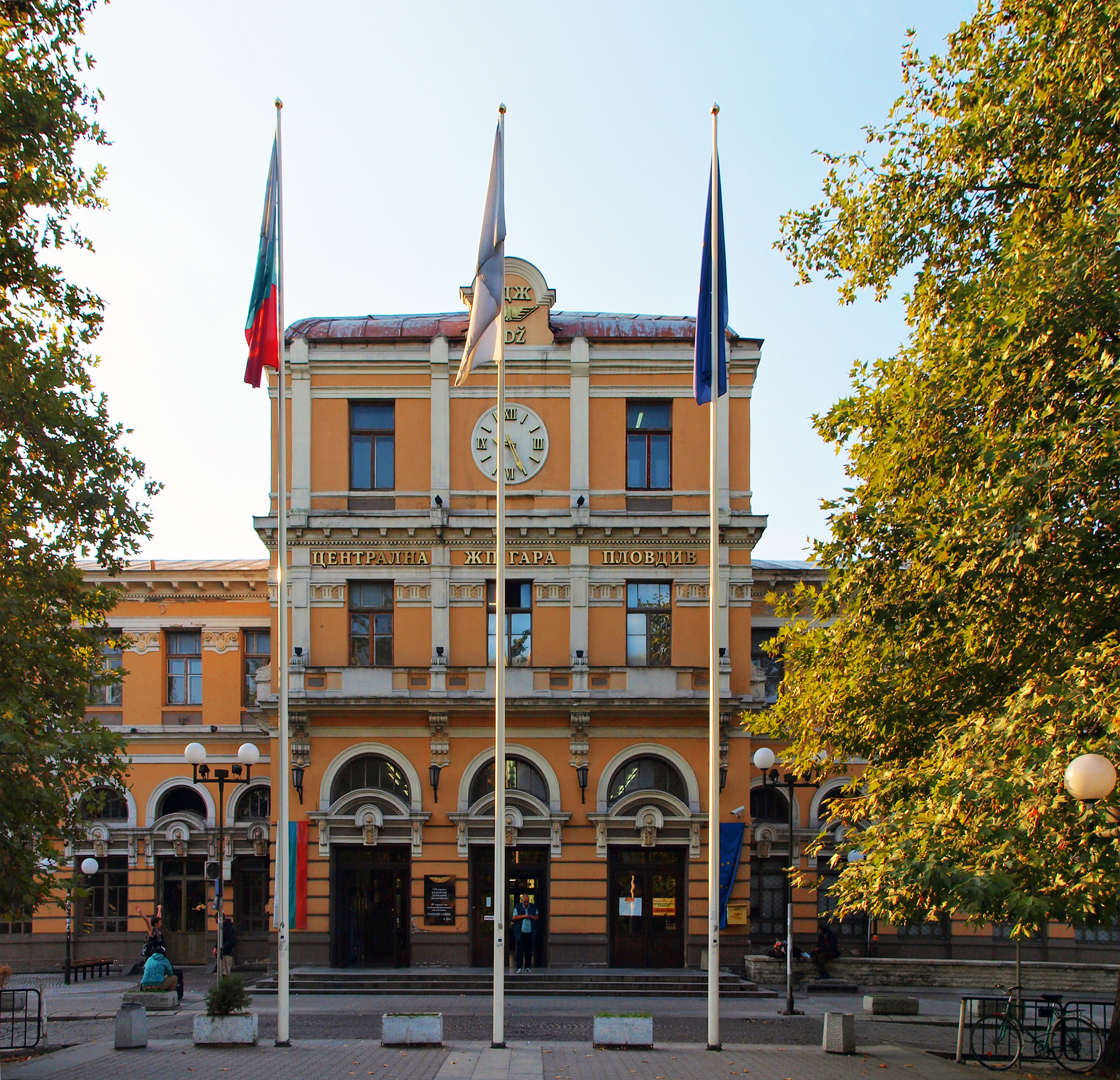
Железнодорожный вокзал в Пловдиве

Пловдив — один из важнейших транспортных центров Болгарии.
Сегодня к северу от города проходят автомобильные дороги международного значения: автомагистраль А1 — «Тракия», которая является частью европейского шоссе Е80, панъевропейский транспортный коридор 4 и панъевропейский транспортный коридор 8.
С 1874 года, когда через Пловдив прошла железнодорожная линия Хабибчево — Белово (расширенная в начале XX века до Софии и Стамбула), Пловдив является основным центром железнодорожного транспорта в Южной Болгарии (в городе находится управление железных дорог Южной Болгарии). Из города идут линии на Старую Загору и Бургас, Карлово, Панагюриште, Пештеру, Хисаря и Асеновград.
В Пловдиве развит общественный транспорт: действуют 29 автобусных линий и 10 линий маршрутных такси. В 12 км к юго-востоку от города расположен аэропорт Пловдив.

## Культура и достопримечательности

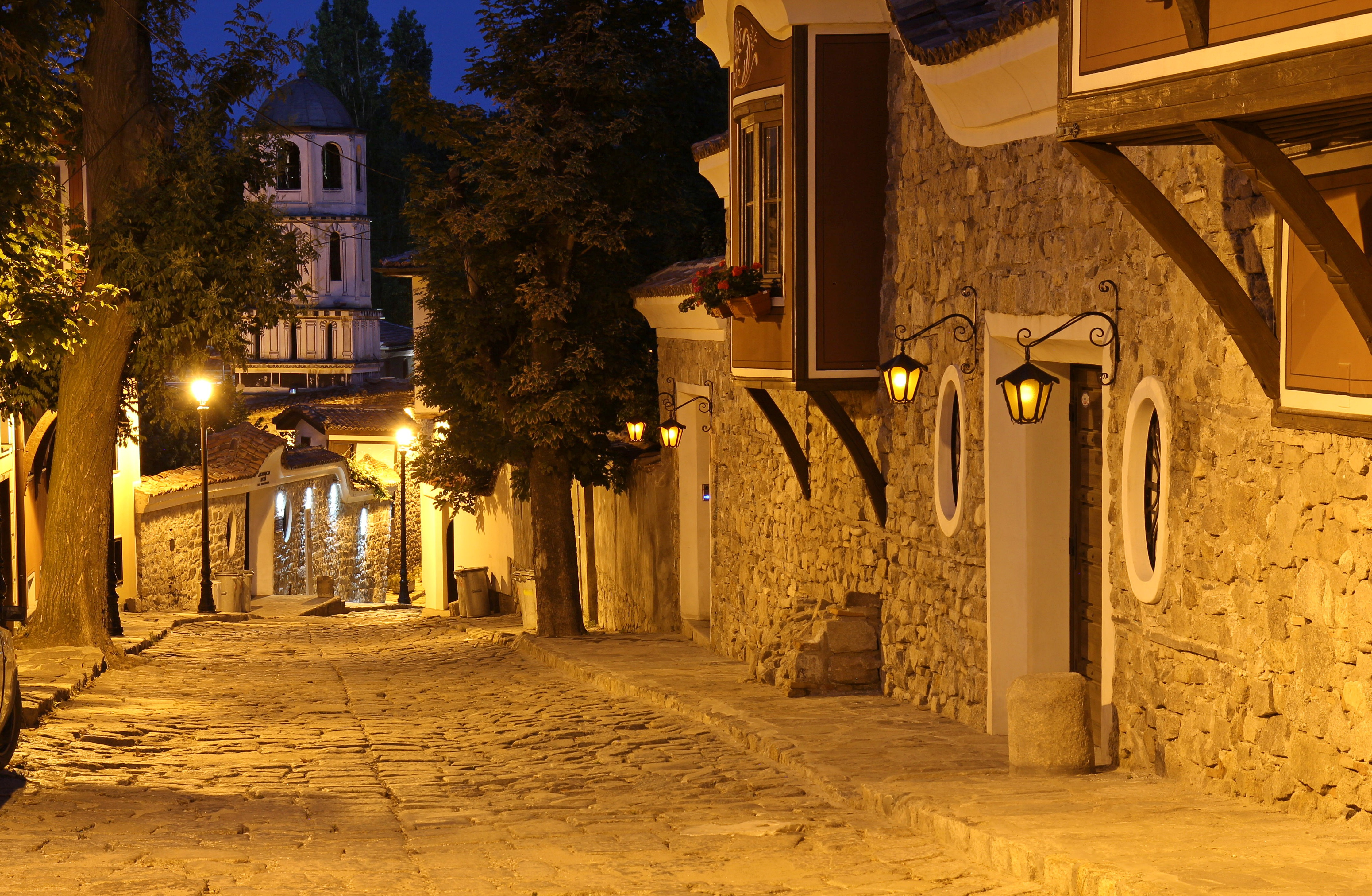
Старинная улочка в центре Пловдива

Более 200 зданий объявлены памятниками истории и взяты под охрану. 

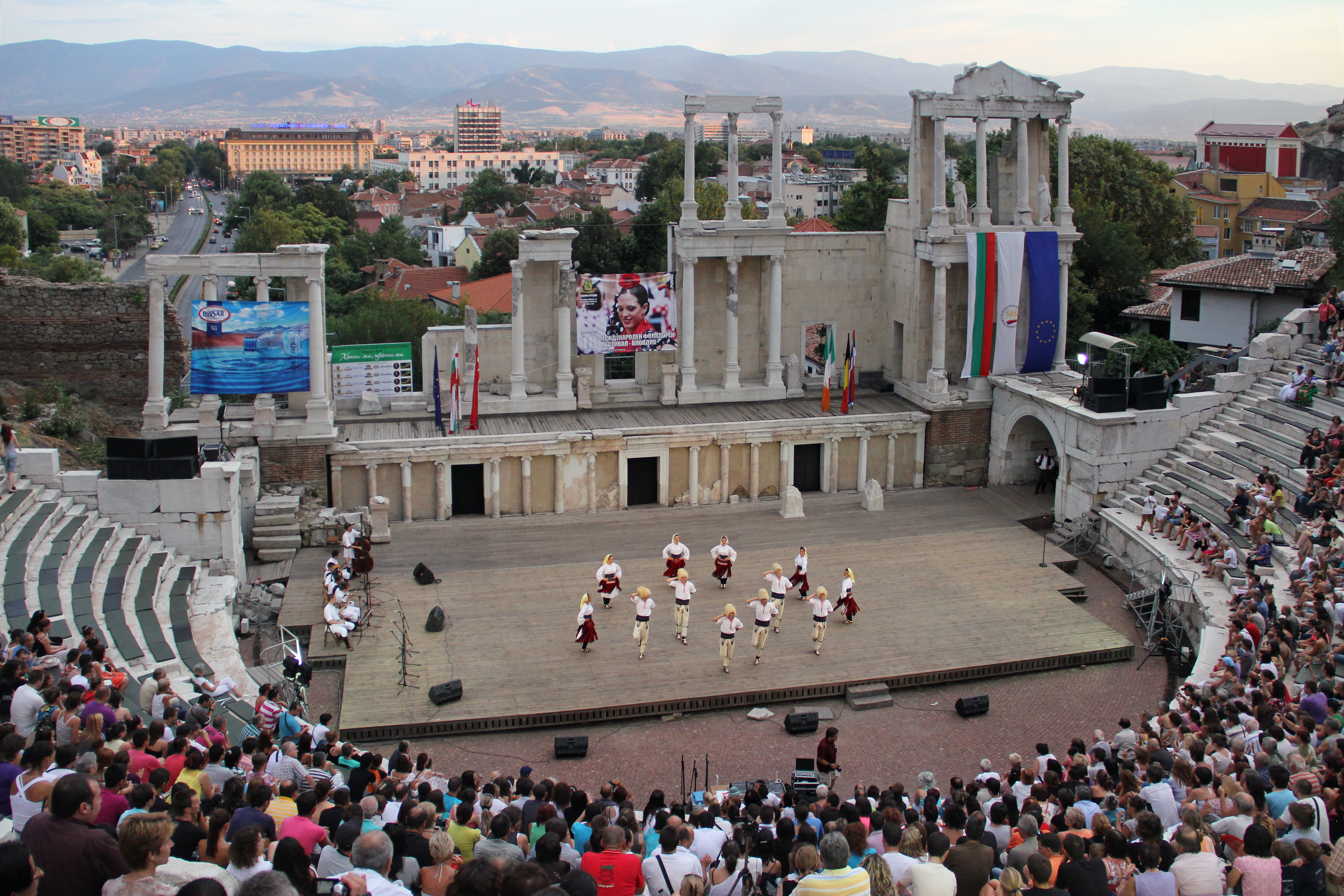
Античный театр

С античных времён в Пловдиве сохранились остатки городского форума, стадиона, театра, базилики, терм, общественных и жилых зданий. Сейчас античный театр на 3000 мест отреставрирован, и в нём вновь организуются различные представления и фестивали.
Древний центр города опоясывают остатки каменной фракийской крепости. В пределах крепостных стен — узкие средневековые улочки и гражданская застройка XV—XIX веков, привлекающая внимание резьбой по дереву и декоративными росписями. Главная пешеходная улица (князя Александра I) застроена зданиями XIX века.

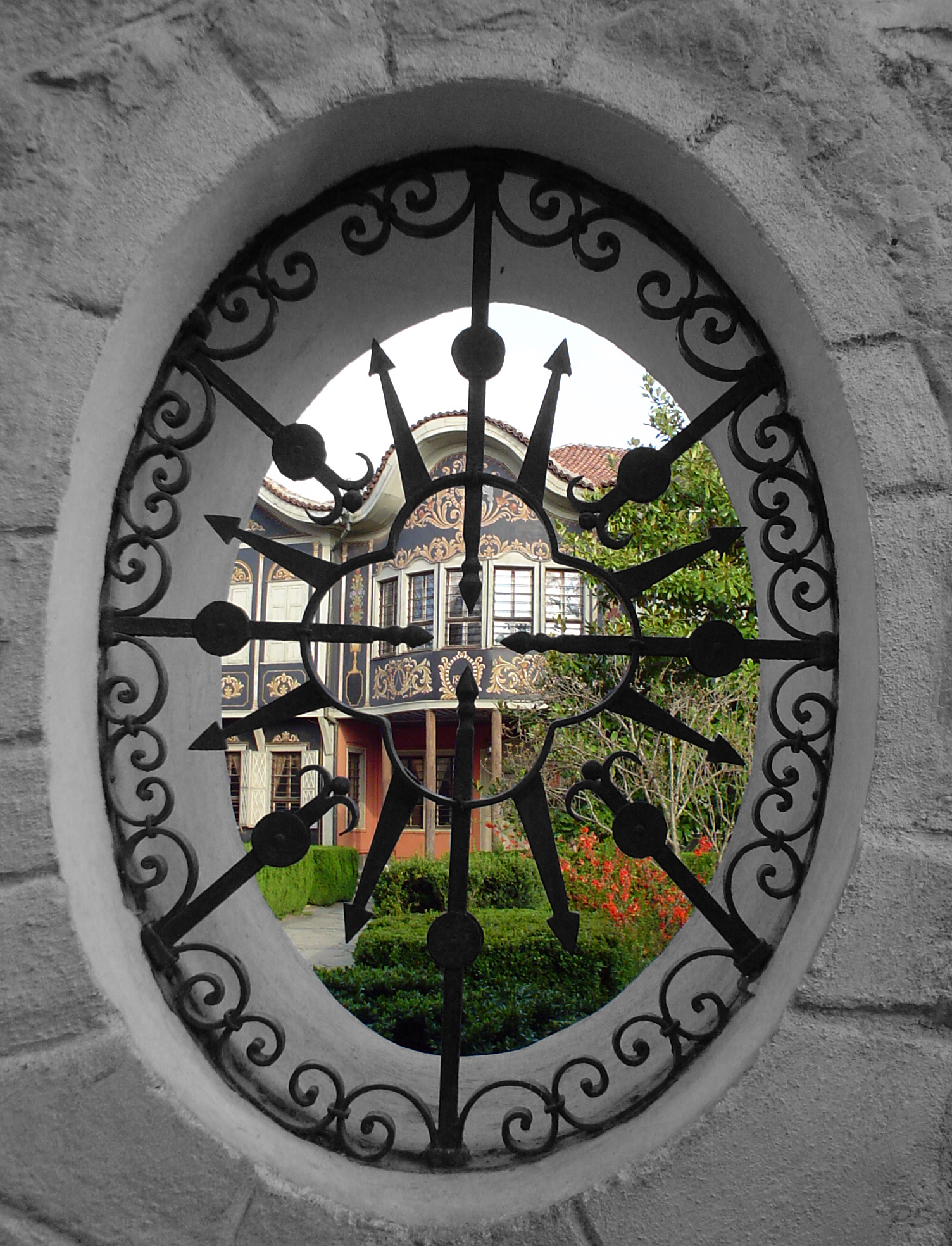
Этнографический музей

Со времён турецкого владычества сохранились мечети «Джума» (ок. 1425), «Ташкёпрю» (1860) и «Имарет» (1444—1447), бани Чифте-хамам (1460-е годы) и бани Орта-Мезар-хамам (1582), а также одна из старейших в Европе часовая башня. К эпохе болгарского Возрождения относятся церкви Святой Недели, Святого Димитра (обе 1831) и Святой Марины (1853—1854).
Среди более современных сооружений города стоит выделить ансамбль Международной ярмарки (1948—1949). На холме Бунарджик установлен памятник советскому солдату, известный как «Алёша» (1955).
Пловдив — крупный культурный центр, здесь действуют археологический музей (с 1882), естественнонаучный музей (с 1951), исторический музей (с 1951), музей болгарского национально-освободительного движения (с 1956), этнографический музей и несколько художественных галерей. Имеется ряд театров.
Пловдив — научный и учебный центр, здесь действуют Пловдивский университет, научно-исследовательский институт овощных культур «Марица» (с 1929), научно-исследовательский институт плодоводства (с 1950), сельскохозяйственный университет (с 1945), медицинский университет (с 1945), университет пищевых технологий (с 1953), академия музыки, танца и изящных искусств, а также Национальная библиотека имени Ивана Вазова (с 1879).
Пловдив стал культурной столицей Европы 2019 года.

## Спорт
С 1949 года в Пловдиве проходит международный чемпионат по боксу.
В городе есть ипподром, три стадиона и 4 футбольных клуба. «Ботев» и «Локомотив» неоднократно выступали в европейских футбольных турнирах.
В сентябре 2018 года проводился чемпионат мира по гребле.

## Города-побратимы
Пловдив имеет побратимские отношения с 23 городами:
| | |
| 1. Брно, Чехия (с 1989 г.) 2. Бурса, Турция (с 1998 г.) 3. Валенсия, Венесуэла (с 1993 г.) 4. Гюмри, Армения (с 2004 г.) 5. Дурлешты, Молдавия 6. Екатеринбург, Россия (с 2009 г.) 7. Кастория, Греция 8. Колумбия, США (с 1993 г.) 9. Кошице, Словакия (с 2000 г.) 10. Куманово, Северная Македония (с 2003 г.) 11. Кутаиси, Грузия (с 1995 г.) 12. Лейпциг, Германия (с 1975 г.) | 13. Лоян, Китай (с 1994 г.) 14. Окаяма, Япония (с 1973 г.) 15. Охрид, Северная Македония (с 1999 г.) 16. Петра, Иордания 17. Познань, Польша 18. Рим, Италия; (город-партнёр) 19. Салоники, Греция (с 1983 г.) 20. Санкт-Петербург, Россия (с 1980 г.) 21. Стамбул, Турция (с 2001 г.) 22. Самарканд, Узбекистан (с 2008 г.) 23. Тэгу, Южная Корея (с 2002 г.) |